# Malakal (метеорит)
Malakal — метеорит-хондрит весом 2000 грамм. Упал в августе 1970 года в суданском штате Верхний Нил.

## История
Метеорит упал в окрестностях города Малакаль суданского вилаята Верхний Нил. После обнаружения был доставлен для изучения в отдел геологии университета столицы страны города Хартума, где был проведён его анализ, а также составлено описание.